# Aeropuerto de Wekweeti
El Aeropuerto de Wekweeti (del inglés: Wekweeti Airport) (FAA LID: CFJ2) está ubicado a 3,2 MN (5.9 km; 3.7 mi) al este de Wekweeti, Territorios del Noroeste, Canadá. 

## Aerolíneas y destinos
- Air Tindi
  - Yellowknife / Aeropuerto de Yellowknife
  - Gameti / Aeropuerto de Rae Lakes-Gameti
  - Whati / Aeropuerto de Whati
  - Behchooko / Aeropuerto de Rae-Edzo